# Urocolius macrourus
El pájaro ratón nuquiazul (Urocolius macrourus) es una especie de ave coliforme de la familia Coliidae que vive en el Sahel y África oriental. 

## Descripción

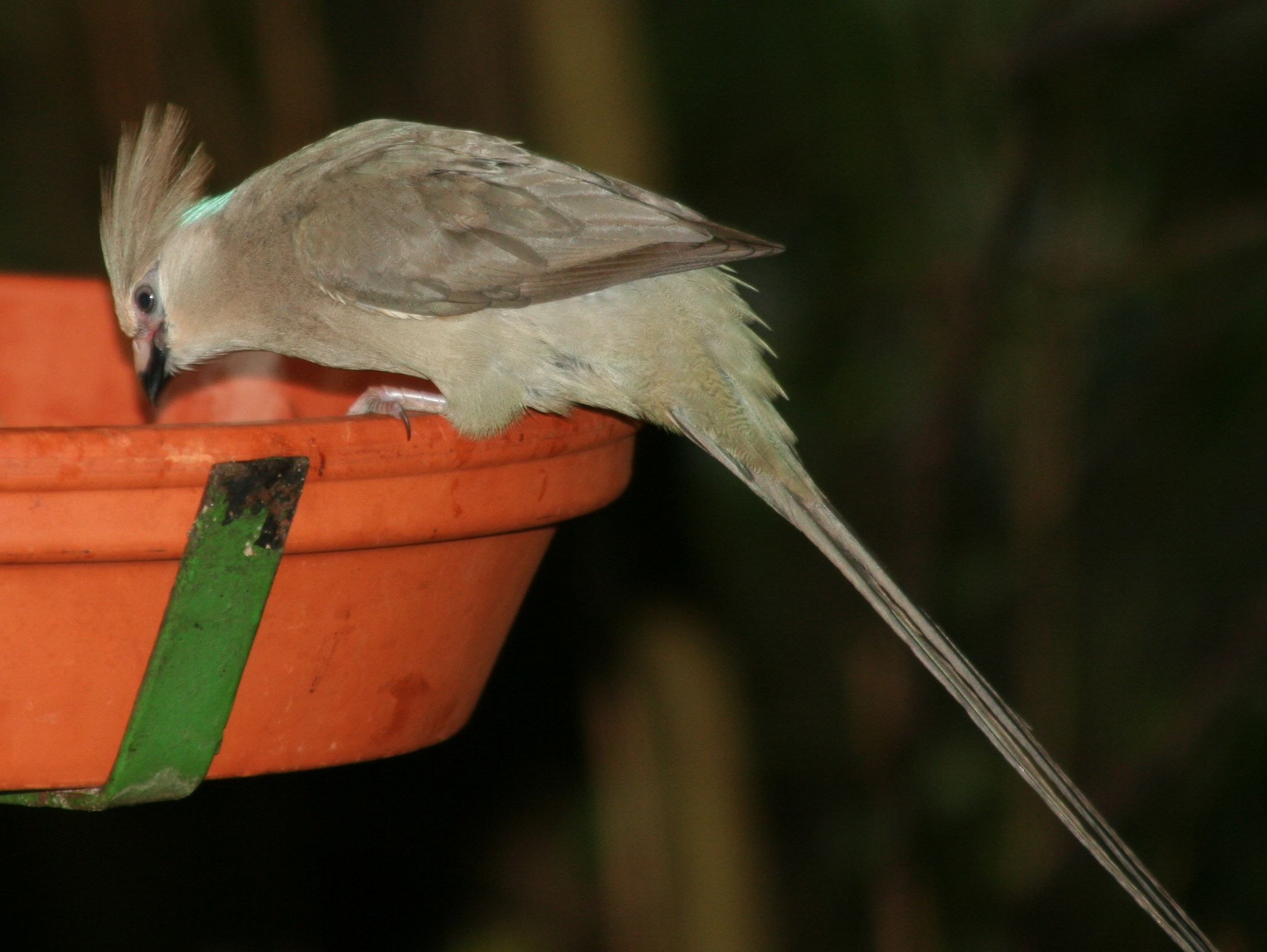
Esta especie se caracteriza por su copete, larga cola y su nuca azul.

El pájaro ratón nuquiazul mide entre 33 y 35 cm de largo, incluida su larga cola que supone más de la mitad de la longitud total. Los adultos tienen el plumaje pardo grisáceo claro, con la nuca de color azul turquesa brillante. Presenta un caractarístico penacho eréctil y una carúncula roja alrededor del ojo. Su pico tiene la base roja y la punta negra y curvada hacia abajo. Los juveniles carecen del azul de la nuca, su carúncula facial es rosada y su pico verdoso.

## Distribución y hábitat
El pájaro ratón nuquiazul se extiende por el sahel, y las regiones semiáridas del este de África entre los paralelos 10°N y 20°N (el cuerno de África y regiones adyacentes hasta Tanzania y las fronteras de la República Democrática del Congo.
Sus hábitats naturales son los bosques secos, las sabanas y zonas de matorral semiáridas, desde los 450 a los 2000 metros de altitud.

## Subespecies
Se reconocen las siguientes subespecies según un orden filogenético de la lista del Congreso Ornitológico Internacional:
- U. macrourus macrourus (Linnaeus, 1766)
- U. macrourus laeneni (Niethammer, 1955)
- U. macrourus abyssinicus Schifter, 1975
- U. macrourus pulcher (Neumann, 1900)
- U. macrourus griseogularis Someren, 1919
- U. macrourus massaicus Schifter, 1975